# ロザリア・スポト
ロザリア・スポト（Rosalia Spoto、1847年8月25日? - 1957年2月20日）は、長寿世界一とされていたイタリア人の女性。

## 人物
1847年8月25日に生まれ、1955年10月24日、ベッツィー・ベイカーの死去により108歳60日で世界最高齢となったとされる。
1957年2月20日、亡くなる。109歳179日とされている。

## 記録
1847年5月24日生まれとする主張もあった。GRG系スーパーセンテナリ・デ・イタリアなどの一部の機関は、スポトの生年月日に疑義があり、1865年6月13日生まれの91歳252日没であった可能性もあるとしていた。
その後、2017年にジェニー・ハウエル(1845年-1956年)の記録が認定され、ハウエルの没後はスポトより年下のアン・マリー・カルステンソン(1849年-1958年）が世界最高齢となり、スポトは世界最高齢の扱いではなくなっている。